# Дулыга
Дулыга (каз. Дулыға) — казахский воинский шлем. К дулыге прикреплялась кольчужная сетка, защищавшая щёки, шею и плечи воина. По конструкции и способу изготовления выделяют несколько видов. Кобели (көбелі) дулыга — самый древний вид, войлочная или кожаная шапка с панцирем из кости и металла. Одевался вместе с кольчугой (көбе). Каттама (қаттама) дулыга была в форме капюшона на шёлковом подкладе, в которую зашивали шерсть, вату, металлические пластины. В средние века использовали курама (кұрама) дулыгу из отдельных сборных частей. Ещё один вид дулыги изготавливался из цельного металла и назывался тутас (тұтас) дулыга. Иногда спереди к ним прикрепляли томага (томаға). Томагалы (томағалы) дулыги выполняли защитную функцию и имели магическое, ритуальное значение.